# كورتيس رو
كورتيس رو (بالإنجليزية: Curtis Rowe)‏ مواليد 2 يوليو 1949 في بيسمير، هو لاعب كرة سلة أمريكي معتزل. بدأ مسيرته الاحترافية في سنة 1971. تم اختياره من قبل فريق ديترويت بيستونز خلال الدرافت. يبلغ طوله 6 قدم 7 بوصة (2.0 م). اعتزل اللعب في 1979. أحرز خلال مسيرته في الإن بي إيه 6873 نقطة بمعدل 11.6 نقطة في المباراة الواحدة. لعب مع ديترويت بيستونز وبوسطن سيلتكس.

## روابط خارجية
- كورتيس رو على موقع إن بي أي (الإنجليزية)
- كورتيس رو على موقع سبورتس رفرنس (الإنجليزية)
- كورتيس رو على موقع كلية كرة السلة في سبورتس رفرنس.كوم (الإنجليزية)
- كورتيس رو على موقع ريلجم (الإنجليزية)
- كورتيس رو على موقع بروبوليرز (الإنجليزية)